# Simon Edenroth
Simon Anders Edenroth, född 31 oktober 1995 i Stockholm, är en svensk skådespelare. Han är mest känd för att spela rollen som Adrian i filmen En man som heter Ove (2015), Svante i TV-serien Dejta (2020) och Anders i C Mores dramaserie Heartbeats (2022).

## Biografi
Simon Edenroth gick under sin grundskoletid på Adolf Fredriks musikklasser för att sedan börja på teaterlinjen på Södra Latins gymnasium som han tog studenten från år 2014. Han har sedan studerat på teaterlinjen på Fridhems folkhögskola och på skådespelarprogrammet på Teaterhögskolan i Malmö.
Edenroth har under sin barndom dubbat en del filmer och TV-serier. Han har bland annat gjort den svenska rösten till Lillefot i filmen Landet för längesedan XIII: Visdomens vänner (2007), Cody Martin i Disney Channel-serierna Zack och Codys ljuva hotelliv och Det ljuva havslivet (2005–2011), Brewster i TV-serien Chuggington (2009) och Ray (som nykläckt) i filmen Sammys äventyr - den hemliga vägen (2010).

## Teater

### Roller
| År   | Roll             | Produktion                                                            | Regi          | Teater                   |
| ---- | ---------------- | --------------------------------------------------------------------- | ------------- | ------------------------ |
| 2022 | Ivan             | Kulla-Gulla Martha Sandwall-Bergström                                 | Maria Sid     | Kulturhuset Stadsteatern |
| 2023 | Egeus Liam Snugg | En midsommarnattsdröm (A Midsummer Night's Dream) William Shakespeare | Sara Cronberg | Malmö stadsteater        |
| 2024 |                  | Folkets fiende (En folkefiende) Henrik Ibsen                          | Philip Zandén | Uppsala stadsteater      |
| 2024 | Bill             | Pelle Svanslös Gösta Knutsson                                         | Dennis Sandin | Uppsala stadsteater      |